# 도망자 (2004년 드라마)
《도망자》(일본어: 逃亡者 RUNAWAY)는 TBS에서 2004년 7월 18일부터 2004년 9월 26일까지 방송된 일본 텔레비전 드라마이다. 주연은 에구치 요스케.
1960년대 미국의 TV 드라마 《도망자》를 일본 배경으로 리메이크한 작품이다.

## 개요
- 에구치 요스케 주연의 기대작으로 꼽히여, 작품 퀄리티는 높았지만 시청률은 기대에 다소 못 미치는 결과가 되었다.

- 처음에는 프로그램 공식 사이트에서 시청자로부터 『도망 연락처』를 모집하고 있었지만, 결국 드라마에서는 치바현과 홋카이도 밖에 연결되지 않았다. 스토리 전개를 생각해서 도망 시설을 늘릴 요소가 아니기 때문에 시청자 서비스 아이디어 기획이었다고 생각된다.

## 줄거리
보호 관찰관 나가이 테츠오(에구치 요스케 분)는 아내 준코 (토다 나호 분)와 외아들 리쿠의 3명으로, 행복한 생활을 보내고 있었다. 하지만 어느 날 누군가에 의해 자택에서 준코가 죽고 아들 오카도 다쳐 중상을 입고 만다.
카나가와 현경의 형사 오자키 카오루(미즈노 미키 분)는 흉기로 사용된 나이프에서 나가이의 지문이 검출된 이유로, 나가이를 체포한다. 그러나 경시청에 호송 중 터널에서 폭발 사고가 호송 차에서 탈주한 나가이는 누명을 풀어 사건의 진상을 밝히기 위해 도망자가 되는 길을 택했다.
많은 사람의 다양한 기대가 교차하는 가운데 보호 관찰 관계자와 경찰 관계자 및 병원 관계자와 속속 용의자가 나타나지만 살해되어 간다 .... 도대체 진범은 누구인지, 나가이는 도망을 계속하면서도 진실을 쫓는다.

## 등장 인물

### 주요 인물
- 나가이 테츠오 - (에구치 요스케)

보호 감찰관. 평화로운 가정을 이루고 있었지만, 누군가에게 아내가 살해되어 버리고 살인자의 누명을 버린다. 이송 중의 터널 사고가 일어난 때 도망 스스로 원죄를 갚으려고 한다. 살인을 범해 버린 과거가있어, 그 속죄를 위해서 보호 감찰관이 되었다.
- 미네시마 다카시 - (아베 히로시)

경시청 수사 1과 형사. 범죄자에 대해 냉혹한 일면이 있어, 나가이를 집요하게 쫓는다. 미성년자가 일으킨 폭탄 사건으로 가족을 잃은 과거가 있어, 나가이가 아동 보호 감찰관였다는 접점이 있다.
- 오자키 카오루 - (미즈노 미키)

카나가와 현경 여자 형사. 경시청으로 이송 중 나가이를 놓친 이유를 제공하며, 나가이를 체포하려 한다. 그러나, 도망갔던 나가이의 행동을 볼 때에, 나가이의 원죄를 믿게 된다. 경찰 내부의 가족 숨겨진 통해 교통과에 이동시킬 수 있지만, 휴가를 얻어 단신으로 사건을 쫓는다.

### 그외 인물
- 쿠니 마스미 - (카토 코지)
- 오니즈카 사키 - (나가사와 마사미)
- 도도 나츠미 - (쿠로카와 토모카)
- 나가이 리쿠 - (스즈키 소타로)
- 타도코로 유타카 - (타나카 요지)
- 츠루 마사 - (엔도 켄이치)
- 야기 히데노리 - (콘도 요시마사)
- 나가이 준코 - (토다 나호)
- 도쿠 지로 - (오미 토시노리)
- 할머니 - (스가이 킨)
- 여자아이 - (모리사코 에이)
- 군지 나오미 - (벳쇼 테츠야)
- 오노데라 치아키 - (카타히라 나기사)
- 이가와 타카코 - (하라다 미에코)
- 쿠루스 케이스케 - (하라다 요시오)

## 제작진
- 각본 - 이노 요코, 와타나베 무츠키
- 음악 - 하세베 토오루
- 연출 - 히라노 슌이치 , 야마무로 다이스케 , 미키 신이치, 요시다 아키오
- 촬영 - 야마구치 야스히로, 하마미치 켄이치, 요코타 켄이치, 오모리 타카하루, 하가미 유키, 나가하마 마코토
- 조명 - 린 아키히토, 노무라 슈지, 오비 유키마사, 하시모토 죠, 스즈키 히로부미, 나시모토 시게루
- 음성 - 카나자와 야스오, 우에무라 타카 히로, 코이와 히데키, 후지모토 마사토, 야마다, 와타나베 가쿠
- 편집 - 야마다 히로시
- VTR 편집 - 사토 쥰이치, 스즈키 미야코
- 오프닝 CG : 마츠바라 타카시
- 합성 - 오오시마 시노부, 사사키 료타
- 미술 프로듀스 - 오니시 타카노리, 이시다 미치아키
- 미술 제작 - 타카다 케이조, 타카하시 타츠야
- 장비 - 아키야마 라이터
- 일루미네이션 - 이노우에 노보루
- 작업 - 쿠도 켄타로, 키노시타 신야
- 생화 - 토오야마 토오루
- 식목 장식 - 시시도 야스후미, 카네코 토시하루
- 의상 - 타케이 모리카즈, 우치다 타카코, 타케우치 에리나
- 헤어 메이크업 - 고바야시 히로미, 우치노 아키코
- 의료 예술 - 이구치 히로시
- 스턴트 코디네이터 - 타부치 케이야
- 공중 촬영 - 사카이 다카시
- 의료 감수 - 츠츠미 쿠니히코
- 경찰 감수 - 타카세 쿄시
- 연출 보조 - 카와시마 류타로, 이케베 야스토모, 나카마에 유지 , 토츠카 히로토, 카츠타 타쿠야, 미치다 켄고
- 보조 프로듀서 - 무라타 아츠시, 트리오 미사토, 타카하시 사토시
- 프로듀서 - 이요다 히데노리
- 기획 협력 - 우에다 히로키, 야마다 야스히로
- 협력 - 아사히 항공, 미도리야마 스튜디오 시티, 니치온 제작사
- 제작 - TBS 엔터테인먼트 (현 TBS)
- 저작권 - TBS

### 주제가
- 주제곡 : 마츠 다카코 〈시간의 배〉
- 삽입 노래 : 스키타 데이비스 〈세상 끝까지 (the end of the world)〉

## 부제목과 방영일, 시청률
| 각 화                                     | 방송일          | 부제(원어)                   | 부제(풀이)                   | 시청률 |
| ----------------------------------------- | --------------- | ---------------------------- | ---------------------------- | ------ |
| 제1화                                     | 2004년 7월 18일 | 無実の罪                     | 결백한 범죄                  | 16.2%  |
| 제2화                                     | 2004년 7월 25일 | 最後の別れ                   | 마지막 이별                  | 13.9%  |
| 제3화                                     | 2004년 8월 1일  | 謎の男                       | 수수께끼의 남자              | 14.6%  |
| 제4화                                     | 2004년 8월 8일  | 真犯人の罠                   | 진범의 함정                  | 13.5%  |
| 제5화                                     | 2004년 8월 15일 | 義手の男～犯人との対決の時   | 의수 남자~범인과의 대결 시간 | 12.2%  |
| 제6화                                     | 2004년 8월 22일 | 自首                         | 자수                         | 12.7%  |
| 제7화                                     | 2004년 8월 29일 | 息子の命                     | 아들의 목숨                  | 12.9%  |
| 제8화                                     | 2004년 9월 5일  | 因縁の対決・家族のための戦い | 인연의 대결·가족을 위한 싸움 | 13.5%  |
| 제9화                                     | 2004년 9월 12일 | 命の取引                     | 생명의 거래                  | 15.5%  |
| 제10화                                    | 2004년 9월 19일 | 犯人の顔                     | 범인의 얼굴                  | 15.3%  |
| 최종화                                    | 2004년 9월 26일 | 真犯人は誰                   | 진범은 누구                  | 16.2%  |
| 평균 시청률: 14.2%                        |                 |                              |                              |        |
| (시청률은 간토 지방·비디오 리서치사 조사) |                 |                              |                              |        |